# ميريام هاري
ميريام هاري (بالفرنسية: Myriam Harry)‏ وبالميلاد ماريا روزيت شابيرا كاتبة فرنسية، ولدت بالقدس في 21 فبراير 1869 وتوفت في نويي-سور-سين في 10 مارس 1958. كانت أول حاصلة على جائزة فيمينا الأدبية عام 1904 حيث كانت نتيجة لرفض الغنكوريون منح الجائزة لأمرأة.